# Campionati sudcoreani di ciclismo su strada
I campionati sudcoreani di ciclismo su strada sono la manifestazione annuale di ciclismo su strada che assegna il titolo di Campione di Corea del Sud. I vincitori hanno il diritto di indossare per un anno la maglia di campione sudcoreano, come accade per il campione mondiale.

## Campioni in carica
| Uomini Elite | Uomini Elite    | Uomini Elite |
| ------------ | --------------- | ------------ |
| In linea     | Gong Hyo-suk    |              |
| Cronometro   | Choe Hyeong-min |              |
| Donne Elite  |                 |              |
| In linea     | Na Ah-reum      |              |
| Cronometro   |                 |              |

## Albo d'oro

### Titoli maschili
Aggiornato all'edizione 2016.
| Anno      | Vincitore       | Secondo          | Terzo           |
| --------- | --------------- | ---------------- | --------------- |
| 2007      | Park Sung-baek  | Kim Dong-young   | Choi Jong-gyun  |
| 2008      | Park Sung-baek  | Kim Dong-young   | Choi Jong-gyun  |
| 2009-2010 | Non organizzata | Non organizzata  | Non organizzata |
| 2011      | Jang Sun-jae    | Jeong Eung-seong | Youm Jung-hwan  |
| 2012      | Jang Chan-jae   | Gong Hyo-suk     | Jeon Yung-jae   |
| 2013      | Jung Ji-min     | Park Sung-baek   | Jang Chan-jae   |
| 2014      | Seo Joon-yong   | Jang Sun-jae     | Jang Chan-jae   |
| 2015      | Park Sang-hong  | Kim Ok-cheol     | Jung Ha-jeon    |
| 2016      | Gong Hyo-suk    | Jung Woo Ho      | Kim Woong Gyeom |

| Anno      | Vincitore       | Secondo         | Terzo           |
| --------- | --------------- | --------------- | --------------- |
| 2007      | Youm Jung-hwan  | Joo Hyun-wook   | Jang Sun-jae    |
| 2008      | Youm Jung-hwan  | Joo Hyun-wook   | Jang Sun-jae    |
| 2009-2010 | Non organizzata | Non organizzata | Non organizzata |
| 2011      | Choe Hyeong-min | Youm Jung-hwan  | Jang Sun-jae    |
| 2012-2014 | Non organizzata | Non organizzata | Non organizzata |
| 2015      | Jang Kyung-gu   | Park Sang-hoon  | Park Sung-baek  |
| 2016      | Choe Hyeong-min | Ji Hun Kim      | Kyung Gu Jang   |

| Anno | Vincitore    | Secondo      | Terzo         |
| ---- | ------------ | ------------ | ------------- |
| 2015 | Kim Ok-cheol | Jung Ha-jeon | Ham Seok-hyun |

| Anno | Vincitore      | Secondo      | Terzo      |
| ---- | -------------- | ------------ | ---------- |
| 2015 | Park Sang-hoon | Shin Don-gin | Kim Ji-hun |

### Titoli femminili
Aggiornato all'edizione 2014.
| Anno | Vincitrice | Seconda        | Terza       |
| ---- | ---------- | -------------- | ----------- |
| 2013 | Na Ah-reum | Chaek Yung Lee | Seul Gi Kim |
| 2014 | Na Ah-reum | Hee Jung Son   | Hyunji Kim  |